# مایومی شینتانی
مایومی شینتانی (انگلیسی: Mayumi Shintani; ۶ نوامبر ۱۹۷۵ – ) صداپیشه، و بازیگر اهل ژاپن بود. وی از سال ۱۹۹۰ میلادی تاکنون مشغول فعالیت بوده‌است.